# Eocardiidae
Famille
Les Eocardiidae (ou Eocardidae) forment une famille de rongeurs fossiles.

## Liste des genres
Selon Paleobiology Database (14 avril 2015) :
- † Archaeocardia
- † Callodontomys
- † Chubutomys
- † Eocardia
- † Hedimys
- † Luantus
- † Megastus
- † Palaeocardia
- † Phanomys
- † Schistomys